# Tetiana Lazareva
Tetiana Viktorivna Lazareva –en ucraniano, Тетяна Вікторівна Лазарева– (Dzerzhinsk, 4 de julio de 1981) es una deportista ucraniana que compitió en lucha libre. Ganó 4 medallas en el Campeonato Mundial de Lucha entre los años 2000 y 2011, y 5 medallas en el Campeonato Europeo de Lucha entre los años 1999 y 2008.
Participó en dos Juegos Olímpicos de Verano, ocupando el quinto lugar en Londres 2012 y el octavo lugar en Pekín 2008.

## Palmarés internacional
| Campeonato Mundial | Campeonato Mundial    | Campeonato Mundial | Campeonato Mundial |
| Año                | Lugar                 | Medalla            | Categoría          |
| ------------------ | --------------------- | ------------------ | ------------------ |
| 2000               | Sofía (Bulgaria)      | Medalla de plata   | 56 kg              |
| 2001               | Sofía (Bulgaria)      | Medalla de bronce  | 56 kg              |
| 2008               | Tokio (Japón)         | Medalla de plata   | 55 kg              |
| 2011               | Estambul (Turquía)    | Medalla de bronce  | 55 kg              |
| Campeonato Europeo |                       |                    |                    |
| Año                | Lugar                 | Medalla            | Categoría          |
| 1999               | Götzis (Austria)      | Medalla de bronce  | 56 kg              |
| 2001               | Budapest (Hungría)    | Medalla de oro     | 56 kg              |
| 2002               | Seinäjoki (Finlandia) | Medalla de oro     | 56 kg              |
| 2004               | Haparanda (Suecia)    | Medalla de plata   | 55 kg              |
| 2008               | Tampere (Finlandia)   | Medalla de bronce  | 55 kg              |